# Liste der Baudenkmale in Uckerland
In der Liste der Baudenkmale in Uckerland sind alle Baudenkmale der brandenburgischen Gemeinde Uckerland und ihrer Ortsteile aufgelistet. Grundlage ist die Veröffentlichung der Landesdenkmalliste mit dem Stand vom 31. Dezember 2022.

## Legende
In den Spalten befinden sich folgende Informationen:
- ID-Nr.: Die Nummer wird vom Brandenburgischen Landesamt für Denkmalpflege vergeben. Ein Link hinter der Nummer führt zum Eintrag über das Denkmal in der Denkmaldatenbank. In dieser Spalte kann sich zusätzlich das Wort Wikidata befinden, der entsprechende Link führt zu Angaben zu diesem Denkmal bei Wikidata.
- Lage: die Adresse des Denkmales und die geographischen Koordinaten. Link zu einem Kartenansichtstool, um Koordinaten zu setzen. In der Kartenansicht sind Denkmale ohne Koordinaten mit einem roten beziehungsweise orangen Marker dargestellt und können in der Karte gesetzt werden. Denkmale ohne Bild sind mit einem blauen bzw. roten Marker gekennzeichnet, Denkmale mit Bild mit einem grünen beziehungsweise orangen Marker.
- Bezeichnung: Bezeichnung in den offiziellen Listen des Brandenburgischen Landesamtes für Denkmalpflege. Ein Link hinter der Bezeichnung führt zum Wikipedia-Artikel über das Denkmal.
- Beschreibung: die Beschreibung des Denkmales
- Bild: ein Bild des Denkmales und gegebenenfalls einen Link zu weiteren Fotos des Baudenkmals im Medienarchiv Wikimedia Commons

## Allgemein
| ID-Nr.   | Lage              | Bezeichnung                                       | Beschreibung | Bild                                              |
| -------- | ----------------- | ------------------------------------------------- | ------------ | ------------------------------------------------- |
| 09130819 | Wolfshagen (Lage) | Satzung zum Schutz des Denkmalbereichs Wolfshagen |              | Satzung zum Schutz des Denkmalbereichs Wolfshagen |

## Baudenkmale in den Ortsteilen

### Amalienhof
| ID-Nr.                           | Lage                                                                                      | Bezeichnung | Beschreibung                        | Bild                                                                                |
| -------------------------------- | ----------------------------------------------------------------------------------------- | --- | ----------------------------------- | ----------------------------------------------------------------------------------- |
| 09131267                         | Ca. 5500m zwischen dem Abzweig Hornshagen bis zur B 198 in der Ortslage Wolfshagen (Lage) | Pflasterstraße Amalienhof, zwischen Abzweig Hornshagen (Landesgrenze Mecklenburg-Vorpommern) und Abzweig B 198 | etwa 5500 Meter Weg aus Feldsteinen | BW                                                                                  |
| 09130752                         | Amalienhof 11, 12, 13 (Lage)                                                              | Gutsanlage, bestehend aus Gutshaus, Wirtschaftsgebäude mit Turm und Fachwerkgebäude                            |                                     | Gutsanlage, bestehend aus Gutshaus, Wirtschaftsgebäude mit Turm und Fachwerkgebäude |
| 09131877 Teilobjekt zu: 09130752 | Amalienhof 12, 13 ()                                                                      | Wirtschaftsgebäude                                                                                             |                                     | ein Bild hochladen                                                                  |
| 09131878 Teilobjekt zu: 09130752 | Amalienhof 12, 13 ()                                                                      | Wohnhaus |                                     | ein Bild hochladen                                                                  |
| 09131879 Teilobjekt zu: 09130752 | Amalienhof 11 ()                                                                          | Wohnhaus |                                     | ein Bild hochladen                                                                  |

### Bandelow
| ID-Nr.                           | Lage               | Bezeichnung         | Beschreibung | Bild           |
| -------------------------------- | ------------------ | ------------------- | --- | -------------- |
| 09130711 Wikidata                | Bandelow 35 (Lage) | Dorfkirche Bandelow | Die evangelische Kirche wurde 1898 erbaut, dabei wurden die Mauern eines Vorgängerbaues aus dem 13. Jahrhundert verwendet. Es ist ein Bau aus Feldstein mit einem Mansarddach mit einem Westturm. Die Ausstattung des Vorgängerbaues ist zum Teil erhalten geblieben. So befindet sich in der Kirche ein Altaraufsatz aus dem Jahr 1711. | weitere Bilder |
| 09131865 Teilobjekt zu: 09130711 | Bandelow 35 (Lage) | Taufengel           | Der etwa 1,50 Meter große Taufengel hat stilistische Ähnlichkeiten mit der Kanzel und dem Altaraufsatz, an dem eine Inschrift auf die Fertigstellung im Jahr 1711 hinweist, und stammt daher vermutlich aus derselben Werkstatt. | BW             |
| 09131098 Teilobjekt zu: 09130711 | Bandelow 35 (Lage) | Orgel               | Die Orgel wurde im Jahr 1852 von der Firma Dinse und Lang gefertigt und im Jahr 1899 durch Albert Kienscherf umgebaut und dabei die Disposition geändert. | BW             |

### Carolinenthal
| ID-Nr.                           | Lage                       | Bezeichnung                                                                 | Beschreibung | Bild               |
| -------------------------------- | -------------------------- | --------------------------------------------------------------------------- | --- | ------------------ |
| 09131003                         | Carolinenthal 12/13 (Lage) | Vorwerksgehöft, bestehend aus Hauptgebäude, rechtem und linkem Stallgebäude | Das Gehöft steht nördlich der Ortstraße. Das massive eingeschossige Wohnhaus (1801/1820) steht an der Straße. Der siebenachsige Bau wurde aus Ziegeln und Feldstein errichtet. Der massiv gebaute Stall (1851/1900) befindet sich auf der rechten, östlichen Hofseite, er ist ebenfalls aus Ziegeln und Feldstein errichtet und wird mit einem Satteldach abgeschlossen. Auf der linken, westlichen Hofseite steht der massive eingeschossige Schafstall (1851/1900), der heute als Wohnhaus genutzt wird. Der Bau aus Ziegeln und Feldstein wurde 1945 bis 1960 umgebaut. | BW                 |
| 09131004 Teilobjekt zu: 09131003 | Carolinenthal 12/13 ()     | Wohnhaus                                                                    | Das Haus steht an der Straße. | ein Bild hochladen |
| 09131005 Teilobjekt zu: 09131003 | Carolinenthal 12/13 ()     | Stall                                                                       | Der Stall befindet sich auf der östlichen Hofseite. | ein Bild hochladen |
| 09131006 Teilobjekt zu: 09131003 | Carolinenthal 12/13 ()     | Stall / Schafstall                                                          | Der Stall befindet sich auf der westlichen Seite des Hofes. | ein Bild hochladen |

### Fahrenholz
| ID-Nr.   | Lage   | Bezeichnung          | Beschreibung                                                                                       | Bild |
| -------- | ------ | -------------------- | -------------------------------------------------------------------------------------------------- | ---- |
| 09130039 | (Lage) | Wüste Kirche (Ruine) | Teile des Westturm sind noch erhalten. Die Feldsteinkirche wurde zwischen 1246 und 1255 errichtet. | BW   |

### Güterberg
| ID-Nr.   | Lage               | Bezeichnung | Beschreibung | Bild           |
| -------- | ------------------ | ----------- | --- | -------------- |
| 09130493 | Güterberg 8 (Lage) | Kirche      | Die evangelische Kirche wurde von 1840 bis 1842 erbaut. Es ist ein Saalbau aus Spaltstein mit einem Satteldach. An den Längswänden befinden sich hohe Fenster, im Osten und im Westen der Kirche befinden sich Portalöffnungen. Einige Fenster haben Glasmalereien aus dem Jahr 1913. | weitere Bilder |

### Hansfelde
| ID-Nr.   | Lage   | Bezeichnung | Beschreibung                                                                                 | Bild |
| -------- | ------ | ----------- | -------------------------------------------------------------------------------------------- | ---- |
| 09130830 | (Lage) | Gutsscheune | Die massive Scheune wurden zwischen 1876 und 1900 aus Feldstein und roten Ziegeln errichtet. | BW   |

### Hetzdorf
| ID-Nr.                           | Lage   | Bezeichnung  | Beschreibung | Bild               |
| -------------------------------- | ------ | ------------ | --- | ------------------ |
| 09130083                         | (Lage) | Kirche       | | weitere Bilder     |
| 09131115 Teilobjekt zu: 09130083 | (Lage) | Orgel        | | BW                 |
| 09130829                         | ()     | Spritzenhaus | Das Spritzenhaus steht leicht erhöht auf dem Dorfanger, wenige Meter südlich der Kirchhofsmauer. Es wurde um 1850 aus Feldsteinen und Ziegeln massiv errichtet. | ein Bild hochladen |

### Jagow
| ID-Nr.                           | Lage                                        | Bezeichnung | Beschreibung | Bild |
| -------------------------------- | ------------------------------------------- | --- | --- | --- |
| 09130777                         | Jagow 32-34, 36-38, 41, 44-49, 53-57 (Lage) | Gutsanlage mit Herrenhaus (Ruine), Stall-/Speichergebäude, Speicher, Kutscherhaus, Gutsarbeiterhäuser mit Stallgebäuden Nr. 33, 37, 47, 53 sowie Gutspark | | Gutsanlage mit Herrenhaus (Ruine), Stall-/Speichergebäude, Speicher, Kutscherhaus, Gutsarbeiterhäuser mit Stallgebäuden Nr. 33, 37, 47, 53 sowie Gutspark |
| 09131913 Teilobjekt zu: 09130777 | Jagow ()                                    | Herrenhaus | Das Herrenhaus liegt südlich der Straße. | ein Bild hochladen |
| 09131914 Teilobjekt zu: 09130777 | Jagow ()                                    | Stall | Der Stall befindet sich südlich der Straße und westlich des Herrnhauses. | ein Bild hochladen |
| 09131915 Teilobjekt zu: 09130777 | Jagow ()                                    | Speicher | | ein Bild hochladen |
| 09131916 Teilobjekt zu: 09130777 | Jagow ()                                    | Kutscherhaus | | ein Bild hochladen |
| 09131917 Teilobjekt zu: 09130777 | Jagow 32-34, 36-38, 41, 44-49, 53-57 ()     | Gutsarbeiterhaus | | ein Bild hochladen |
| 09131918 Teilobjekt zu: 09130777 | Jagow ()                                    | Stall | | ein Bild hochladen |
| 09131919 Teilobjekt zu: 09130777 | Jagow ()                                    | Gutspark | | ein Bild hochladen |
| 09130079                         | Jagow 25 (Lage)                             | Kirche | Die Feldsteinkirche wurde im 13. Jahrhundert erbaut. Umbauten erfolgten im 19. Jahrhundert. Die von Wilhelm Sauer geschaffene Orgel von 1866 wurde 1945 teilzerstört. Der Umbau erfolgte 1973. | weitere Bilder |
| 09131118 Teilobjekt zu: 09130079 | Jagow 25 ()                                 | Orgel | | ein Bild hochladen |
| 09130902                         | Jagow 25 (Lage)                             | Pfarrhaus | Das Pfarrhaus wurde um 1800 mit doppelt stehendem Dachstuhl errichtet. Der zweigeschossige Fachwerkbau wird mit einem Satteldach abgeschlossen. Um 1900 und 1960 wurde es umgebaut.            | BW |
| 09130861                         | Jagow 47 ()                                 | Erbbegräbnis der Familie von Holtzendorff | Das Erbbegräbnis der Familie von Holtzendorff befindet sich auf dem Gemeindefriedhof am südlichen Ortsrand des Dorfes.                                                                         | ein Bild hochladen |

### Kutzerow
| ID-Nr.            | Lage                | Bezeichnung | Beschreibung | Bild |
| ----------------- | ------------------- | --- | ------------ | --- |
| 09130816          | Kutzerow 7-8 (Lage) | Gutsanlage Kutzerow, bestehend aus Wirtschaftshof mit Herrenhaus, Inspektorenhaus und zwei Wirtschaftsgebäuden (Speicher und Stall) |              | Gutsanlage Kutzerow, bestehend aus Wirtschaftshof mit Herrenhaus, Inspektorenhaus und zwei Wirtschaftsgebäuden (Speicher und Stall) |
| 09130790 Wikidata | Kutzerow 59 (Lage)  | Kirche sowie Kirchhof mit Einfriedung und Leichenhalle                                                                              |              | weitere Bilder |

### Lemmersdorf
| ID-Nr.   | Lage                      | Bezeichnung                                                                                                  | Beschreibung | Bild |
| -------- | ------------------------- | --- | ------------ | ---- |
| 09130937 | Lemmersdorf 16, 19 (Lage) | Teilbereich der Gutsanlage mit Gutshaus, Gutshof mit vier Wirtschaftsgebäuden und Pflasterung sowie Gutspark |              | BW   |

### Lindhorst
| ID-Nr.   | Lage                | Bezeichnung                                       | Beschreibung | Bild |
| -------- | ------------------- | ------------------------------------------------- | ------------ | ---- |
| 09130860 | Lindhorst 35 (Lage) | Gutsspeicher und Scheune der Gutsanlage Lindhorst |              | BW   |

### Lübbenow
| ID-Nr.            | Lage                  | Bezeichnung                                                                          | Beschreibung | Bild           |
| ----------------- | --------------------- | ------------------------------------------------------------------------------------ | --- | -------------- |
| 09130089 Wikidata | Dorfstraße (Lage)     | Kirche                                                                               | | weitere Bilder |
| 09130831          | Dorfstraße 1 (Lage)   | Pfarrgehöft                                                                          | bestehend aus Pfarrhaus, Stall, Scheune und Einfriedung; Pfarrhaus aus roten und gelben Ziegeln, datiert auf 1868; Stall und Scheune aus Fachwerk und mit Ziegelausfachung mit Satteldach; schmiedeeiserne Einfriedung zur Straße hin | BW             |
| 09130090          | Dorfstraße 2 (Lage)   | Herrenhaus                                                                           | klassizistischer, 2-gesch., 11-achs. Putzbau von 1812 bis 1826 mit Walmdach und Sockelgeschoss, gegliedert durch Pilaster, mehrfach umgebaut und erweitert; Gut der Familie von Stülpnagel-Dargitz bis 1945.                          | BW             |
| 09131320          | Hauptstraße 57 (Lage) | Gutsgärtnerei, bestehend aus Hauptgebäude, Nebengebäude und Resten des Gewächshauses | | BW             |

### Milow
| ID-Nr.   | Lage                  | Bezeichnung   | Beschreibung | Bild           |
| -------- | --------------------- | ------------- | --- | -------------- |
| 09130095 | Hauptstraße 18 (Lage) | Vorlaubenhaus | Es ist ein eingeschossiges Haus aus dem 18. Jahrhundert. | Vorlaubenhaus  |
| 09130094 | Milow 64 (Lage)       | Kirche        | Die evangelische Kirche wurde in der zweiten Hälfte des 13. Jahrhunderts erbaut. Der Turm hat schiffsbreite, er wurde wohl Anfang des 17. Jahrhunderts hinzugefügt. Im Inneren befindet sich eine Balkendecke. An der Ostwand befinden sich freigelegte mittelalterliche Malerei. Der Kanzelaltar stammt aus der Zeit Anfang des 18. Jahrhunderts. | weitere Bilder |

### Nechlin
| ID-Nr.   | Lage             | Bezeichnung    | Beschreibung | Bild           |
| -------- | ---------------- | -------------- | --- | -------------- |
| 09130096 | Nechlin (Lage)   | Kirche         | | weitere Bilder |
| 09130779 | Nechlin 5 (Lage) | Mittelflurhaus | Das eingeschossige Wohnhaus wurde im Ende des 18. Jahrhunderts erbaut. Das Fachwerkgebäude wird von einem Satteldach abgeschlossen. Im Haus ist die Anlage von zwei Schwarzen Küchen noch sehr gut ablesbar, jede verfügt über einen eigenen Mantelschornstein. | Mittelflurhaus |

### Schlepkow
| ID-Nr.   | Lage   | Bezeichnung | Beschreibung | Bild           |
| -------- | ------ | ----------- | --- | -------------- |
| 09130084 | (Lage) | Kirche      | Die evangelische Kirche stammt aus der zweiten Hälfte des 13. Jahrhunderts. Es ist ein Saalbau aus Feldstein mit einem Dachturm. Der Dachturm und der Ostgiebel bestehen aus Fachwerk. Die Ausstattung stammt aus dem ersten Viertel des 17. Jahrhunderts. | weitere Bilder |

### Taschenberg
| ID-Nr.            | Lage                 | Bezeichnung  | Beschreibung | Bild               |
| ----------------- | -------------------- | ------------ | --- | ------------------ |
| 09130892          | ()                   | Gutsspeicher | | ein Bild hochladen |
| 09130080 Wikidata | (Lage)               | Kirche       | Die evangelische Kirche wurde im Jahre 1735 erbaut. Es ist ein rechteckiger Fachwerkbau mit einem Dachturm im Westen. Im Inneren befindet sich ein Kanzelaltar aus dem Jahre 1736. Der Taufengel ist aus der ersten Hälfte des 18. Jahrhunderts. Die Patronatsloge befindet sich in einem Anbau an der Südseite, sie stammt wie das Gestühl aus dem Baujahr. | weitere Bilder     |
| 09130874          | Taschenberg 6 (Lage) | Gutshaus     | Das Gutshaus der Familie von Stülpnagel wurde im Jahre 1857 als sogenannte „Präsidentenvilla“ erbaut. Dieses Gut ist der Stammsitz der Familie von Stülpnagel seit dem 14. Jahrhundert gewesen. Es besitzt Eichendielenböden und einen Salon. | BW                 |

### Trebenow
| ID-Nr.   | Lage   | Bezeichnung | Beschreibung | Bild           |
| -------- | ------ | ----------- | --- | -------------- |
| 09130710 | (Lage) | Kirche      | Die evangelische Kirche stammt aus dem 15. Jahrhundert. Um 1600 wurde die Kirche erneuert. Die Kirche wurde 1988 bis 1990 renoviert. Es ist ein verputzter Saalbau mit einem Westturm. Der Turm hat ein verschiefertes Oberteil mit Haube und Laterne. Im Inneren wurden bei der Renovierung Wandmalereien aufgefunden. Die Taufe aus Holz stammt aus der ersten Hälfte des 18. Jahrhunderts. | weitere Bilder |

### Werbelow
| ID-Nr.   | Lage               | Bezeichnung | Beschreibung | Bild |
| -------- | ------------------ | --- | --- | --- |
| 09130712 | Werbelow 28 (Lage) | Kirche sowie Kirchhofportal, Leichenhalle und Erbbegräbnis der Familie Flügge | Die evangelische Kirche wurde im Jahr 1585 erbaut. Es ist ein rechteckiger Saalbau, der Putz auf Mischmauerwerk aus der Renaissance ist erhalten geblieben. Im Inneren befindet sich eine Holzdecke, Der Altaraufsatz ist aus der Bauzeit. In der Kirche befinden sich mehrere Grabsteine und Epitaphe. | weitere Bilder |
| 09130845 | (Lage)             | Herrenhaus und Wirtschaftshof | Das Gutshaus wurde 1755 errichtet. Es ist ein Putzbau mit einem Mansarddach. Es war mal ein Rittergut der Familie von Arnim. Der preußische Staatsmann Heinrich Friedrich von Arnim-Heinrichsdorff-Werbelow wurde in dem Gutshaus geboren. Zu DDR-zeiten war das Gut Teil einer LPG. Heute ist es mit dem Agrarbetrieb im Besitz der Familie Uhlhorn, die es saniert hat.                                                               | Herrenhaus und Wirtschaftshof |
| 09131199 | Werbelow 54 (Lage) | Wassermühle, bestehend aus Wohn- und Mühlengebäude mit Resten der Mühlentechnik und Transmissionsanlage, Stallgebäude mit Anbau und Reste der wasserbaulichen Anlagen (Mühlenfließ, Mühlenstau) | Die Wassermühle am nördlichen Ortsausgang wurde in der zweiten Hälfte des 18. Jahrhunderts errichtet. Das massive dreigeschossige Mühlenwohnhaus ist mit 1925 datiert. Der Ziegelbau ist achtachsig und mit einem Satteldach abgeschlossen, der Sockel besteht aus Feldstein. Der zweigeschossige massive Stall wurde aus Ziegeln erbaut. Er steht westlich des Mühlengebäudes. Erbauungszeitpunkt ist der Anfang des 20. Jahrhunderts. | [[Vorlage:Bilderwunsch/code!/C:53.455462,13.870079!/D:Werbelow 54, Wassermühle, bestehend aus Wohn- und Mühlengebäude mit Resten der Mühlentechnik und Transmissionsanlage, Stallgebäude mit Anbau und Reste der wasserbaulichen Anlagen (Mühlenfließ, Mühlenstau)!/\|BW]] |

### Wilsickow
| ID-Nr.   | Lage   | Bezeichnung | Beschreibung | Bild     |
| -------- | ------ | ----------- | --- | -------- |
| 09130182 | (Lage) | Kirche      | Die evangelische Dorfkirche stammt aus der zweiten Hälfte des 13. Jahrhunderts. Es ist ein Saalbau aus Feldstein mit einem eingezogenen rechteckigen Chor und einer Apsis. Der Westturm ist breiter als das Schiff, der Turmaufsatz wurde im 18. Jahrhundert hinzugefügt. Im Inneren befindet sich ein Schnitzaltar aus der Zeit um 1520. Von 1988 bis 1993 wurden mittelalterliche Wandmalereien freigelegt. Holzdecke, Emporen und Taufe sind aus dem 18. Jahrhundert. | Kirche   |
| 09130183 | (Lage) | Gutshaus    | Das Gutshaus ist ein zweigeschossiger verputzter Bau, erbaut wurde er von 1746 bis 1755, eine Erweiterung gab es im Jahre 1850. Diese Erweiterung wurde bei einer Renovierung im Jahre 1994 wieder abgetragen, so dass das heutige Gutshaus auf den barocken Zustand zurückgeht. Heute befindet sich hier eine Einrichtung der Jugendhilfe. | Gutshaus |

### Wismar
| ID-Nr.   | Lage   | Bezeichnung | Beschreibung | Bild           |
| -------- | ------ | ----------- | --- | -------------- |
| 09130184 | (Lage) | Kirche      | Die evangelische Kirche wurde in der zweiten Hälfte des 13. Jahrhunderts erbaut. Es ist ein rechteckiger Saalbau aus Feldsteinen mit einem Westturm. Der Turm wurde 1825 hinzugefügt. Er hat einen eingezogenen Fachwerkaufsatz mit Haube und Laterne. Der Kanzelaltar wurde in der ersten Hälfte des 18. Jahrhunderts erstellt. Der hölzerne Taufengel wurde 1788 erstellt und 2010 renoviert. | weitere Bilder |

### Wolfshagen
| ID-Nr.   | Lage                                      | Bezeichnung                                                                                           | Beschreibung | Bild                                          |
| -------- | ----------------------------------------- | --- | --- | --------------------------------------------- |
| 09130187 | (Lage)                                    | Burgruine                                                                                             | Die Burgruine liegt im Park. | Burgruine                                     |
| 09130202 | (Lage)                                    | Park mit Fliesenbrücke und Ehrenmal 1813/1815                                                         | Der Park liegt am Seeufer und wurde 1832 nach Plänen von Lenné erbaut. Ursprünglich war das eine barocke Anlage.                                                                                               | Park mit Fliesenbrücke und Ehrenmal 1813/1815 |
| 09130198 | Am Walde 6 (Lage)                         | Forsthaus (Wohnhaus)                                                                                  | | Forsthaus (Wohnhaus)                          |
| 09130189 | Kirchstraße (Lage)                        | Erbbegräbnis der Familie von Schwerin                                                                 | Das Erbbegräbnis der Familie Schwerin wurde im Jahr 1860 erbaut. Hier stand die ehemalige Dorfkirche. | Erbbegräbnis der Familie von Schwerin         |
| 09130750 | Kirchstraße 1 (Lage)                      | Gutsarbeiterhaus                                                                                      | | BW                                            |
| 09130741 | Kirchstraße 2, 4 (Lage)                   | Gutsarbeiterhaus                                                                                      | | BW                                            |
| 09130749 | Kirchstraße 3, 3a, 5 (Lage)               | Gutsarbeiterhaus                                                                                      | | BW                                            |
| 09130742 | Kirchstraße 6 (Lage)                      | Gutsarbeiterhaus                                                                                      | | BW                                            |
| 09130746 | Kirchstraße 7, 9 (Lage)                   | Gutsarbeiterhaus                                                                                      | | BW                                            |
| 09130743 | Kirchstraße 8 (Lage)                      | Gutsarbeiterhaus                                                                                      | | BW                                            |
| 09130188 | Kirchstraße 12 (Lage)                     | Kirche                                                                                                | Die ehemalige Dorfkirche gehört heute der Gemeinde. Gebaut wurde die Kirche im Jahre 1858. Die Ausstattung im Inneren ist im neugotischen Stil gehalten und stammt aus der Bauzeit.                            | Kirche                                        |
| 09130192 | Kirchstraße 22 (Lage)                     | Fischerwohnhaus                                                                                       | | Fischerwohnhaus                               |
| 09130201 | Lindenweg (Lage)                          | Ehrenpforte (Straße nach Damerow)                                                                     | | Ehrenpforte (Straße nach Damerow)             |
| 09130200 | Prenzlauer Straße (Lage)                  | Königssäule                                                                                           | | Königssäule                                   |
| 09130195 | Prenzlauer Straße (Lage)                  | Fassade der Zollwaage                                                                                 | | Fassade der Zollwaage                         |
| 09130196 | Prenzlauer Straße 10, 12, 14 (Lage)       | Gutshof, bestehend aus Verwalterhaus, Speicher, Wirtschaftsgebäude, Resten der Einfriedung mit Portal | Die Gutsanlage ist eine lang gestreckte Anlage am Südufer des Sees. Das dazugehörige Herrenhaus wurde 1945 zerstört. Erhalten ist unter anderen das Verwalterhaus aus der zweiten Hälfte des 18. Jahrhunderts. | BW                                            |
| 09130191 | Prenzlauer Straße 15 (Lage)               | Gärtnerwohnhaus                                                                                       | | BW                                            |
| 09130199 | Prenzlauer Straße 17 (Lage)               | Wohnhaus des Meiereimeisters                                                                          | | BW                                            |
| 09130190 | Prenzlauer Straße 33-37 (ungerade) (Lage) | Gasthaus „Zur Königssäule“                                                                            | | BW                                            |
| 09130194 | Prenzlauer Straße 39, 41 (Lage)           | Schmiede (Wohnhaus)                                                                                   | | BW                                            |
| 09130193 | Prenzlauer Straße 43, 45 (Lage)           | Preußisches Zollhaus (Wohnhaus)                                                                       | | Preußisches Zollhaus (Wohnhaus)               |